# Alhèras
Alhèras (francès Allières) és un municipi francès del departament de l'Arieja i la regió d'Occitània.